# São Sebastião (Rio Maior)
São Sebastião es una freguesia portuguesa del concelho de Rio Maior, con 15,48 km² de superficie y 564 habitantes (2001). Su densidad de población es de 36,4 hab/km².